# 俄羅斯-敘利亞-伊朗-伊拉克聯盟
俄羅斯-敘利亞-伊朗-伊拉克聯盟（RSII聯盟），也稱為4+1聯盟（其中「加一」指的是黎巴嫩真主黨），是對抗極端組織伊斯蘭國之間的情報共享合作組織，總部位於敘利亞首都大馬士革，在伊拉克巴格達綠區設有指揮室。
根據伊拉克聯合作戰司令部發佈的聲明，該組織是根據2015年9月底俄羅斯、伊朗、伊拉克和敘利亞復興黨政權之間達成的協議的組成，該協議旨在「幫助和合作收集有關極端組織伊斯蘭國的資訊，以打擊該組織的發展」。該聲明還引用了「俄羅斯對數千名俄羅斯恐怖分子參與極端組織伊斯蘭國內部犯罪行為的關注」。
2015年10月，消息指俄羅斯-敘利亞-伊朗-伊拉克聯盟可能是在2015年7月伊朗聖城軍指揮官卡西姆·蘇雷曼尼訪問莫斯科期間構思。
在聯盟初期，俄羅斯空軍得到了敘利亞武裝部隊，伊朗伊斯蘭革命衛隊和盟軍民兵的支持。而自敘利亞內戰開始以來，美國，北約和部分阿拉伯國家一直對這四個國家和真主黨懷有敵意，並且批評了這個聯盟。2024年阿薩德政權垮台後，不清楚該聯盟是否仍然存在。

## 背景

### 俄羅斯與伊朗
上世紀90年代後，俄羅斯領導和精英階層在伊朗問題上出現分歧。 一方面，俄羅斯總理德米特里·梅德韋傑夫等人，將伊朗視為與西方世界可能達成交易的籌碼。 另一方面，政治分析家亞歷山大·杜金等歐亞主義者希望建立俄伊聯盟來對抗西方的影響。

### 敘利亞內戰
敘利亞內戰2011年初爆發，當時敘利亞反對派團體抗議阿薩德的統治，抗議活動最終變成了暴力衝突。 這場戰爭在眾多反對派和政府之間進行。 超過25萬人死亡，超過1000萬人流離失所。 由於大多數反對派和西方盟友要求阿薩德下台作為談判的先決條件，迄今為止仍未能達成和解。 近年，西方國家表示，阿薩德可以在過渡中發揮作用。 但關於過渡期，阿薩德斷言，決定敘利亞未來的工作不是西方國家能夠干預的。 他指責美國及其盟國對反對派的支持是虛偽的，稱敘利亞噴氣式飛機所進行的空襲，比美國領導的聯盟長達一年的空襲更有成效。 根據阿薩德的說法，參與美國領導的聯盟本身支持恐怖主義，因此他們無法打擊恐怖主義。 

#### 2015年後
2015年敘利亞反對派試圖入侵伊德利卜省失敗，此事件被認為對阿薩德的存亡至關重要。期後，莫斯科和德黑蘭舉行了高層會談，並達成了政治協議。
2015年9月，應敘利亞政府的要求，俄羅斯向拉塔基亞附近的巴塞爾·阿薩德國際機場派遣了戰機和其他軍事設備及部隊，為行動做好準備。
2015年10月，消息指俄羅斯在敘利亞的行動可能是在伊朗聖城軍指揮官卡西姆·索萊馬尼於2015年7月訪問莫斯科期間構思，但有關消息被俄羅斯官員否認。
2016年，俄羅斯宣佈在敘利亞政府的協助下向阿勒頗提供人道主義援助，亦聲稱將允許平民離開該市，並敦促敘利亞政府向阿勒頗武裝分子提供投降的機會。
俄羅斯空軍亦曾使用伊朗空軍基地加油，即哈馬丹空軍基地。

## 協議
2015年9月底，伊朗，伊拉克，俄羅斯和敘利亞在巴格達建立聯合信息中心，協調對伊斯蘭國的行動。俄羅斯外交部長謝爾蓋·拉夫羅夫在2015年10月中旬發表的聲明，在敘利亞行動開始之前，俄羅斯邀請美國加入位於巴格達的信息中心，但收到「非建設性的回應」。 普京提出派出俄羅斯高級別代表團到美國協調，並希望派出美國代表到莫斯科討論在敘利亞的合作，但同樣被美國拒絕。 
期後，敘利亞政府正式向聯盟要求對敘利亞對抗反對派和伊斯蘭國提供軍事協助。 在敘利亞內戰中，世界各國普遍認為伊朗在敘利亞軍隊和盟國的地面行動中發揮主導作用，而俄羅斯與敘利亞空軍一起在空中領導，從而建立互補作用。 對於西方國家和俄羅斯-敘利亞-伊朗-伊拉克聯盟來說，伊斯蘭國一直是共同的敵人，儘管每個國家對如何解決危機都有非常不同的盟友和相反的觀點。
在接受伊朗電視台採訪時，阿薩德表示，該協議的成功對於拯救中東免於破壞至關重要。 他說，以美國為首的聯軍長達一年的空襲成效有限，反而幫助恐怖主義傳播並贏得新兵，但俄羅斯，敘利亞，伊朗和伊拉克的新聯盟可以取得真正的成果。

## 伊朗扮演角色
除了是聯絡黎巴嫩真主黨的重要渠道外，敘利亞自1979年伊朗伊斯蘭革命以來一直是伊朗唯一一致的盟友。 伊朗在敘利亞內戰中為敘利亞政府提供了大量支持，包括後勤，技術和財政支持。 2014年4月，伊朗外交部副部長侯賽因·阿米爾-阿卜杜拉希安說：「我們不是尋求讓巴沙爾·阿薩德終身擔任總統。 但我們並不贊同利用極端主義勢力和恐怖主義推翻阿薩德和敘利亞政府的想法。」 7月24日，卡西姆·索萊馬尼將軍訪問了莫斯科，以制定敘利亞協調軍事行動計劃的細節。  2015年10月，有人認為俄羅斯-敘利亞-伊朗-伊拉克聯盟可能是在他訪問期間構思。
路透社2015年10月1日引用消息來源報道，數百名伊朗軍隊在過去10天內抵達敘利亞，並將加入敘利亞政府軍及其黎巴嫩真主黨盟友，在俄羅斯空襲的支持下進行重大地面攻勢。 伊朗亦一直訓練用於對抗伊斯蘭國的部隊。

## 外部鏈接
- Iran offers its base to Russia in cooperation against ISIS - minister （页面存档备份，存于）, Russia Beyond, 20 August 2016.